# Micah Nathan
Micah Nathan (Hollywood, 1973) è uno scrittore statunitense.
Si è laureato in antropologia alla State University of New York.
È autore del romanzo L'ultimo alchimista edito in Italia da Sonzogno nel 2006 (Traduzione dall'originale inglese: "Gods of Aberdeen", uscito nel giugno 2005 da Simon & Schuster negli Stati Uniti).
Personaggio polivalente, nella vita ha fatto un po' di tutto: il produttore di film horror, conduttore radiofonico, e altro.
Prima della pubblicazione del suo primo romanzo, Nathan ha co-diretto Misinformation, una trasmissione radiofonica sotto forma di talk show in onda da Buffalo dal 1994 al 1997. Nathan è ritornato in onda per un breve periodo nel 2000 prima di lasciare Misinformation definitivamente. Dal 2005 vive a Brookline, nel Massachusetts.
Nella primavera del 2008, in occasione dell'uscita dell'edizione paperback de "L'Ultimo Alchimista", ha reso noto di aver concluso altri due romanzi che saranno di prossima pubblicazione, e di accingersi ad iniziare il quarto.